# Alchemilla deylii
Alchemilla deylii é uma espécie de rosácea do gênero Alchemilla, pertencente à família Rosaceae.